# Herbert Jullien

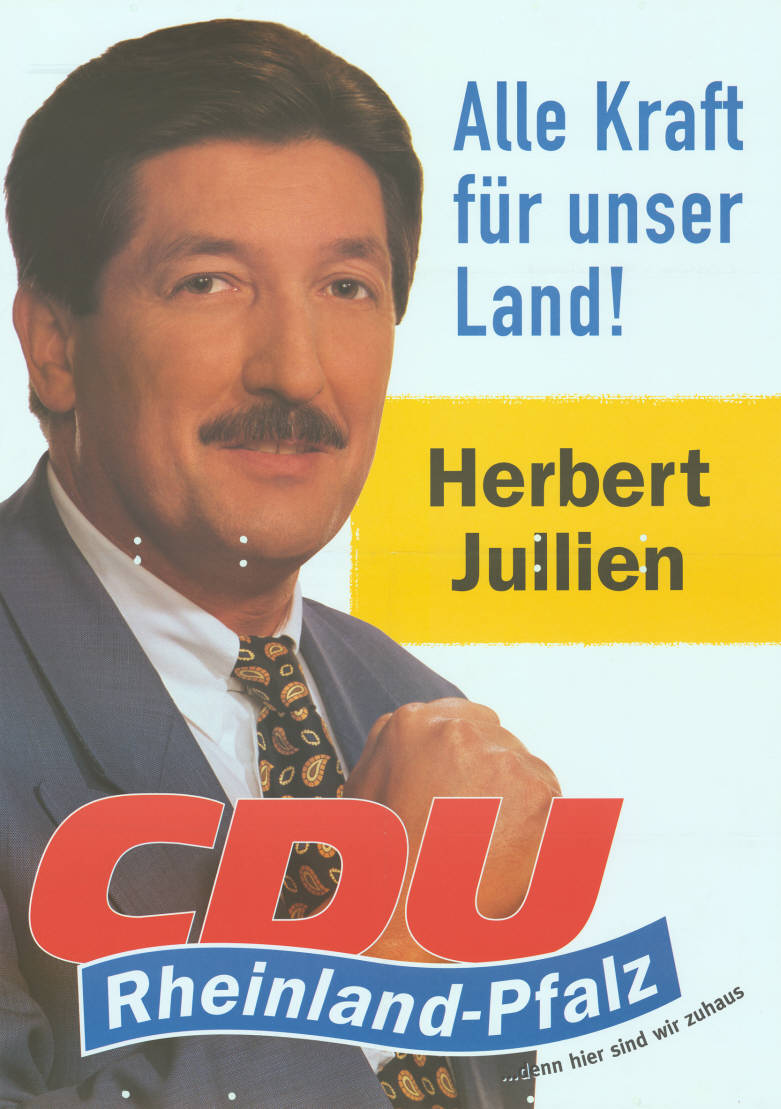
Kandidatenplakat zur Landtagswahl in Rheinland-Pfalz 1996

Herbert Jullien (* 16. April 1949 in Trier) ist ein ehemaliger rheinland-pfälzischer Politiker (CDU).

## Ausbildung und Berufliches
1968 absolvierte Jullien das Abitur und trat eine Ausbildung für den gehobenen Dienst in der Finanzverwaltung an. 1971 legte er sein Examen als Diplom-Finanzwirt (FH) ab. Im gleichen Jahr begann er seine Tätigkeit in der Finanzverwaltung, zuletzt war er dort als Steueramtsrat in der Steuerfahndung im Finanzamt Trier tätig. 1992 erhielt er die Zulassung als Steuerberater.
2006 trat Jullien von seinen Parteiämtern zurück, nachdem ihn das Landgericht Koblenz wegen Subventionsbetrugs und versuchter Steuerhinterziehung zu einer Geldstrafe verurteilt hatte.
2007 wurde er wegen Urkundenfälschung in zwei Fällen vom Amtsgericht Wittlich verwarnt. Das Gericht wies ihn außerdem an 12.000 € zu zahlen.
Im Oktober 2009 wurde Jullien wegen Untreue ebenfalls zu einer Geldstrafe verurteilt. Er hatte als Geschäftsführer der Tourismus GmbH in Bad Bertrich Geschäftskonten für private Zwecke missbraucht und eine Stromrechnung seiner Tochter über 1.440 Euro von Firmengeld bezahlt.
Wegen nicht bezahlter Mitgliedsbeiträge ist Jullien seit dem Jahr 2009 kein Mitglied der CDU mehr.

## Politisches
Der Vater von zwei Töchtern war zwischen 1972 und 2009 Mitglied der CDU und war von 1984 bis 2006 Stellvertretender Vorsitzender des CDU-Kreisverbands Cochem-Zell. Ab 1984 war Herbert Jullien Mitglied im Gemeinderat Bullay. Des Weiteren übte er folgende Ämter aus:
- Mitglied des Verbandsgemeinderats Zell (ab 1989)
- CDU-Fraktionsvorsitzender im Verbandsgemeinderat Zell an der Mosel (bis 2008)
- Mitglied im Kreistag Cochem-Zell (ab 1994)
- Mitglied des Landtages (1994 bis 2006)

Herbert Jullien war während der Landtagsperiode 2001 bis 2006 Mitglied in folgenden Landtagsausschüssen.
- Ausschuss für Europafragen
- Haushalts- und Finanzausschuss
- Rechnungsprüfungskommission
- Ältestenrat
- Zwischenausschuss

## Sonstige Mitgliedschaften
Herbert Jullien ist außerdem Mitglied in folgenden politischen und gesellschaftlichen Vereinigungen:
- Deutsche Steuergewerkschaft (DStG) Landesverband Rheinland-Pfalz
- Verband der freien Berufe in Rheinland-Pfalz